# 帕列塔
帕列塔（義大利語：Paglieta），是意大利基耶蒂省的一个市镇。总面积34.18平方公里，人口4565人，人口密度133.6人/平方公里（2009年）。ISTAT代码为069059。